# Acyrthosiphon orientale
Acyrthosiphon orientale är en insektsart. Acyrthosiphon orientale ingår i släktet Acyrthosiphon och familjen långrörsbladlöss. Inga underarter finns listade i Catalogue of Life.